# 미국 국민주의
미국 국민주의(American nationalism)는 시민, 민족, 문화, 경제 등 다양한 양상으로 나타나는 미국의 내셔널리즘 사상을 말한다.
미국은 이민자로 이루어진 나라이기 때문에 미국의 내셔널리즘은 여러 가지 방향으로 나뉜다. 초기 역사에서 미국의 국민주의는 백인의 민족주의와 연관되었지만 현재는 대개 백인 우월주의를 비롯한 혈통적, 인종적인 요소가 제외되어 인종과 무관한 '미국인'으로서의 내셔널리즘을 가리킨다.

## 같이 보기
- 미국 혈통 (en:American ancestry)
- 미국의 보수주의
- 미국 우선주의
- 미국 예외주의
- 자유 내셔널리즘
- 고보수주의
- 미국의 독립
- 팍스 아메리카나
- 백인 민족주의
- 프런티어